# C8H10BrN
化学式C8H10BrN（摩尔质量：200.08 g/mol）可能指：
- 2-溴-α-甲基苄胺，CAS号：113899-55-1
- 2-溴-N,N-二甲基苯胺，CAS号：698-00-0
- 4-溴-N,N-二甲基苯胺，CAS号：586-77-6

|  | 这个同类索引页列出了具有相同分子式的化学物（即同分異構體）条目。 除非您是有意链接至本页，否则应将相应条目的内部链接指向正确的条目。 |